# Hedvig Karakas
Hedvig Karakas (ur. 21 lutego 1990 w Szolnoku) – węgierska judoczka.
Zdobyła brązowy medal mistrzostw świata (2009) oraz dwa brązowe medale mistrzostw Europy (2009, 2010). Rywalizowała na letnich igrzyskach olimpijskich w Londynie, w konkurencji 57 kg.